# Maggie Roswell
Vous lisez un « bon article » labellisé en 2023.
Pour les articles homonymes, voir Roswell.
Maggie Roswell est une actrice américaine, née le 14 novembre 1952 à Los Angeles en Californie.
Elle est principalement connue pour prêter sa voix à plusieurs personnages de la série d'animation Les Simpson, notamment Maude Flanders, Helen Lovejoy, Mlle Hoover et Luann van Houten. Pour ce travail, elle a remporté un Annie Award.
Maggie Roswell perce dans les années 1980 grâce à des rôles dans des films tels que Une nuit folle, folle, Lost in America et Rose bonbon, ainsi qu'à des invitations dans des séries télévisées telles que Les Enquêtes de Remington Steele, Masquerade et Happy Days. Entre 1980 et 1981, elle apparaît régulièrement dans l'émission de sketches The Tim Conway Show et prête sa voix à quelques personnages de films et séries d'animation. Elle mène également une carrière théâtrale, avec notamment un rôle dans Mea's Big Apology de Julia Sweeney.
En 1989, Maggie Roswell est recrutée pour la première saison des Simpson. Elle interprète quelques personnages mineurs, jusqu'à ce qu'elle devienne une actrice régulière avec l'introduction de Maude Flanders dans la deuxième saison. En 1994, Maggie Roswell et son mari, Hal Rayle, déménagent de Los Angeles à Denver pour élever leur fille. Ensemble, ils fondent la Roswel 'n' Rayle Company, créant et interprétant des publicités pour les entreprises. À cause de son déménagement à Denver, Maggie Roswell doit se rendre à Los Angeles deux fois par semaine pour enregistrer ses répliques des Simpson. Cela l'amène à demander une augmentation de salaire en 1999. La Fox refusant, elle décide de quitter la série. Finalement elle réintègre l'équipe des Simpson en 2002, après avoir conclu un accord pour enregistrer ses répliques depuis chez elle, à Denver.

## Biographie

### Jeunesse et premiers rôles
Maggie Roswell naît le 14 novembre 1952 et passe son enfance à Los Angeles en Californie,,. Après avoir suivi les cours d'une école catholique et du Los Angeles City College, elle commence une carrière d'actrice. Alors qu'elle est invitée à faire quelques apparitions dans des séries télévisées comme MASH, pendant les années 1970, elle n'obtient pas de rôles de premier plan avant les années 1980,. En 1980, elle interprète dans Une nuit folle, folle, un personnage qui dirige un groupe de sœurs d'une sororité participant à une compétition de résolution d'énigmes de leur université. Entre 1980 et 1981, elle apparaît également dans la série à sketches The Tim Conway Show,. En 1985, elle interprète le personnage de Patty dans Lost in America et elle obtient un rôle secondaire dans Rose bonbon en 1986,,. Elle joue aussi dans le téléfilm en deux parties Au-dessus de tout soupçon. En plus, elle interprète quelques rôles mineurs dans des séries télévisées pendant les années 1980 et le début des années 1990, dont Les Enquêtes de Remington Steele, Masquerade, Happy Days, Murphy Brown et Code Quantum,,. Elle a l'occasion de remplacer Gilda Radner sur le Saturday Night Live, mais elle décline l'offre lorsque son agent lui prévient que « l'émission n'a aucun avenir ».
Maggie Roswell joue également sur scène. En 1986, elle apparaît dans des spectacles improvisés mis en scène par Paul Sills au Lamb's Theatre, dans lesquels les acteurs se voient attribués des personnages et des situations par le public,. En 1988 elle obtient un rôle dans la pièce Mea's Big Apology de Julia Sweeney au Groundling Theatre de Los Angeles. Elle interprète Eunice, une femme cynique qui travaille dans une compagnie d'assurance frauduleuse et dont le collègue est le personnage principal. Les employés de la société font tout pour la faire licencier car ils ne veulent pas lui verser ses indemnités de départ à la retraite qu'elle est sur le point d'obtenir. Elle reprend son rôle dans une reprise de la pièce en 1992, toujours au Groundling Theatre.

### Débuts dans l'équipe desSimpson
En plus de ces rôles en prise de vues réelles, Maggie Roswell fait quelques doublages de films et séries d'animation, notamment le rôle titre dans Tygra, la glace et le feu en 1983,.
Cela l'a conduite à être recrutée dans l'équipe de la série animée Les Simpson à partir de 1989. Elle apparaît pour la première fois dans l'épisode de la première saison, L'Odyssée d'Homer, dans lequel elle prête sa voix à Princesse Cachemire, une danseuse du ventre qui séduit Homer. Sur les treize épisodes de la première saison, Maggie Roswell fait une apparition dans quatre, uniquement dans des rôles mineurs. Elle ne devient pas un membre régulier de la distribution avant le milieu de la deuxième saison, avec l'épisode Mini golf, maxi beauf, et l'introduction du personnage de Maude Flanders, voisine des Simpson et épouse de Ned Flanders. Elle est ensuite amenée à prêter sa voix à d'autres personnages récurrents de la série, comme Hélène Lovejoy, la femme du révérend, Mlle Hoover, la maîtresse de l'école élémentaire et Luann van Houten, la mère de l'ami de Bart, Milhouse,. Elle double également de nombreux personnages apparus qu'une seule fois ou des personnages d'arrière-plan. Dans son autobiographie, la collègue de Maggie Roswell sur Les Simpson, Nancy Cartwright écrit que « Maggie Roswell est dotée d'une compétence dans la création d'une des choses les plus difficiles à créer : le "son normal", quel qu'il soit. Ainsi, elle peut facilement se glisser dans la peau de la fille d'à côté ou de n'importe quel nombre de journalistes, d'étudiants en médecine, de membres de jury, de comptables, de scientifiques et de mamans ». Pour son travail sur Les Simpson, elle reçoit, en 1997, une nomination pour l'Annie Award du meilleur doublage féminin dans une production télévisée pour le rôle de Shary Bobbins dans l'épisode Shary Bobbins, mais le prix est remporté par June Foray pour le rôle de Mémé dans Titi et Grosminet mènent l'enquête.

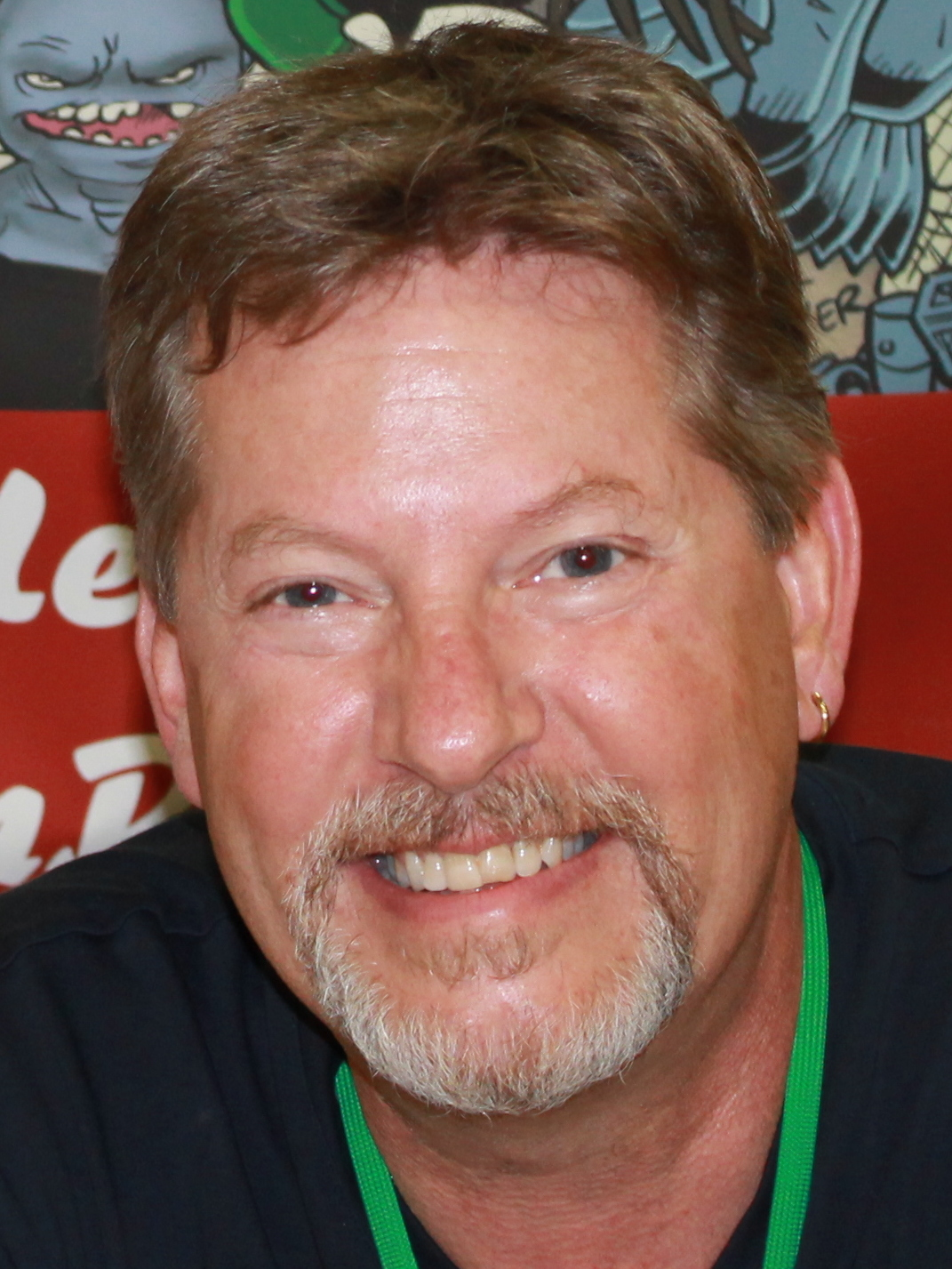
Hal Rayle, collègue et compagnon de Maggie Roswell, avec lequel elle adopte une petite fille et déménage à Denver pour l'élever.

En 1986, Maggie Roswell rencontre son collègue comédien de doublage Hal Rayle, qu'elle épouse en 1987. À cette époque, il a eu quelques petits rôles comme le Predator dans Predator 2, les ghoulies dans Ghoulies 2 et Marvin le Martien dans les publicités Air Jordan. Ils déménagent de Los Angeles à Denver au Colorado en juin 1994, afin d'y élever leur fille Spencer, née en 1993. En mars et novembre de chaque année, lorsque les épisodes des Simpson sont enregistrés, Maggie Roswell doit s'envoler pour Los Angeles deux fois par semaine pour participer aux tables de lecture et aux sessions d'enregistrement. Dans un article sur leur déménagement, Ricky Lopes du Rocky Mountain News explique : « Lorsque Les Simpson enregistrent, elle se rend à Los Angeles tous les vendredis matin pour la première lecture, revient ce même après-midi, puis repart le dimanche pour enregistrer la série le lundi et rentre chez elle le soir-même ». Maggie Roswell déclare s'être inspirée de « la façon dont l'équipage de bord » disent au revoir aux passagers quand ils descendent de l'avion pour la façon dont Helen Lovejoy salut les fidèles qui « quittent l'église ».
Maggie Roswell et Hal Rayle commençant régulièrement à écrire, produire et doubler des publicités pour diverses entreprises, décident de fonder The Roswell 'n' Rayle Company dans cet objectif et de construire un studio d'enregistrement dans leur maison,,. En 1994, ils font des publicités radiophoniques à Denver pour Burger King, Christy Sports et une exposition d'insectes au Musée d'histoire naturelle. La même année, Maggie Roswell prête sa voix dans des publicités pour Campbell's Soup et Pontiac. En date de novembre 2022, l'entreprise, renommée AudioRNR, est toujours active et produit également des sonneries de téléphones comiques,.
En 1997, Maggie Roswell apparaît dans le film La Piste du tueur aux côtés de Danny Glover et Dennis Quaid.
Maggie Roswell quitte Les Simpson au printemps 1999 après un désaccord sur sa rémunération avec la Fox Broadcasting Company, qui diffuse la série,. Dans un premier temps, le différend n'est pas révélé à la presse, la Fox rapportant qu'elle a décidé de se séparer de Maggie Roswell uniquement en raison de ces allers-retours entre Denver et Los Angeles pour les sessions d'enregistrement,,. Maggie Roswell annonce ensuite qu'elle a demandé une augmentation, non seulement parce qu'elle était fatiguée de voyager, mais également à cause de l’augmentation du coût des billets d'avion,,. L'actrice est payée entre 1 500 et 2 000 $ par épisode pendant les trois saisons avant son départ. Elle demande à la Fox de passer à 6 000 $ par épisode. Cependant la Fox ne lui propose une augmentation de seulement 150 $, ce qui ne couvre même pas les frais de trajets, elle décide donc de démissionner. À ce sujet, elle déclare au Denver Post : « Ils m'ont offert une augmentation de 150 $. C'est des peluches dans la poche de la Fox, si vous voyez ce que je veux dire. Mais je suppose que la Fox voulait prouver quelque chose. Je faisais des allers-retours entre Denver et Los Angeles, c'était épuisant. J'ai adoré faire la série et ils pensaient que je reviendrais. Mais maintenant, je suis occupé à faire d'autres choses ». Elle ajoute : « Je faisais partie de l'épine dorsale des Simpson, et je ne pense pas que l'argent que j’ai demandé était exorbitant. Je ne demandais pas ce que les autres membres de la distribution gagnent. J'essayais juste de récupérer tous les coûts que j'avais en voyage. S'ils m'avaient fait venir par avion, j'y travaillerais toujours ». À ce moment-là, les six membres principaux de la distribution sont payés 125 000 $ par épisode,. En conséquence du départ de Maggie Roswell, Marcia Mitzman Gaven est recrutée pour reprendre ses voix, mis à part Maude Flanders qui est tuée dans l'épisode Adieu Maude,,,.

### Retour auxSimpsonet autres occupations

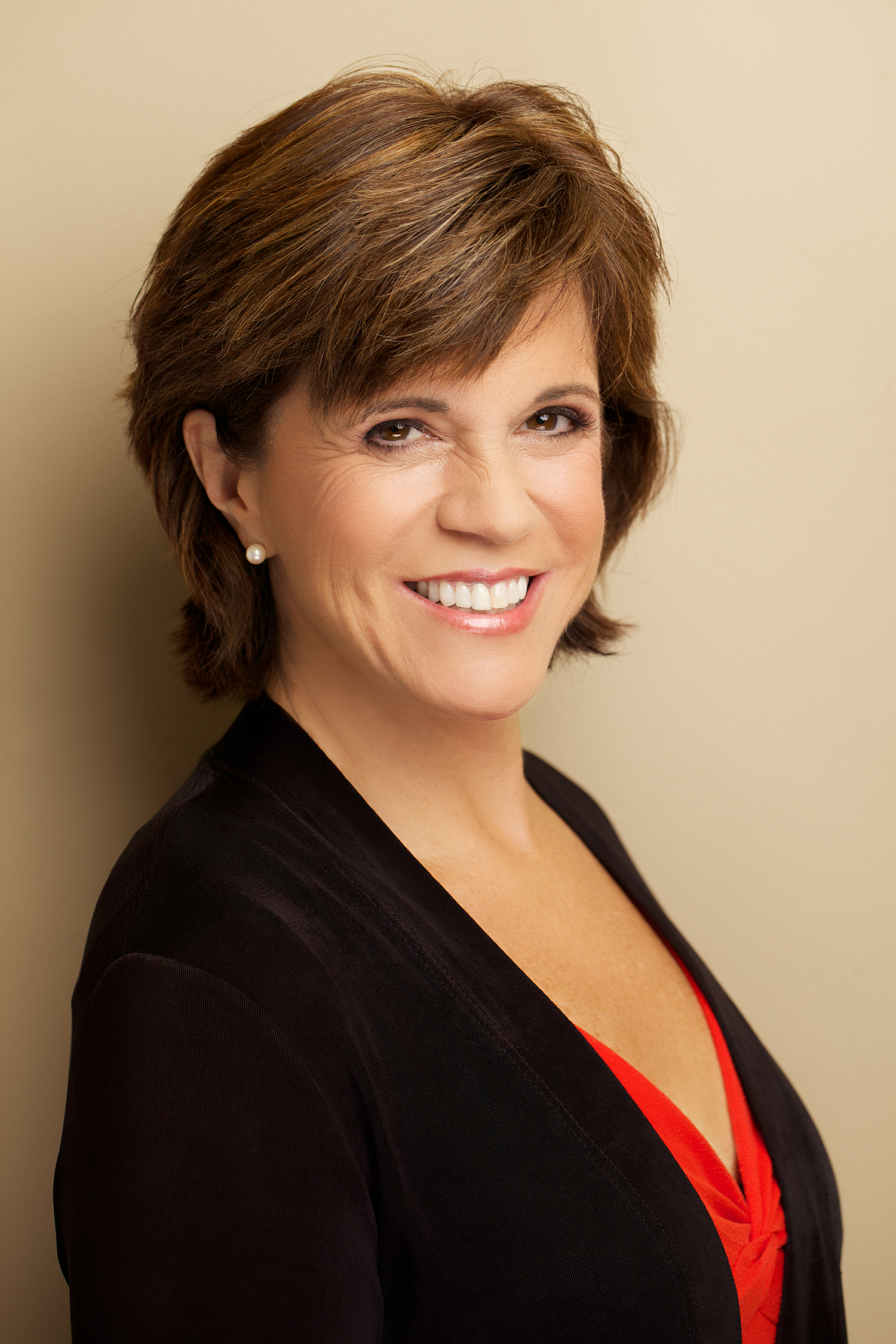
Maggie Roswell en 2010.

Maggie Roswell réintègre l'équipe des Simpson en 2002, lors du premier épisode de la quatorzième saison, dans lequel Maude Flanders apparaît en fantôme,,. Elle conclut un accord avec la Fox pour enregistrer ses répliques depuis son studio d'enregistrement à son domicile de Denver, mettant ainsi fin au différend,. Elle prête également sa voix à Helen Lovejoy dans Les Simpson, le film en 2007. Elle participe au gala de l’avant-première avec sa fille, Spenser Rayle, âgée de quatorze ans à ce moment-là. Maggie Roswell déclare au Denver Post avoir été surprise d'avoir reçu deux billets : « Tout le monde à Hollywood tue pour emmener son enfant là-bas. L'ultime plaisir de ma fille a été de rencontrer [le groupe] Green Day », qui apparaît dans le film.
En 2004, Maggie Roswell obtient un rôle mineur dans le film Silver City. En 2009, elle est à l'affiche de la pièce Bunny Bunny: Gilda Radner, a Sort of Romantic Comedy à l'Avenue Theatre de Denver. La première a lieu en mai de cette année. La pièce raconte les événements marquants de la carrière de l'actrice Gilda Radner, incarnée par Maggie Roswell, de 1975 avec le début du Saturday Night Live à sa mort en 1989.
Maggie Roswell aime particulièrement le chant. Le 7 février 1999, elle commence une carrière de chanteuse de boîte de nuit au Chop House & Brewery de Denver, où elle se produit au nom de l'association caritative pour les sans-abris Family Homestead,. En juin 2003, elle chante tous les samedis soir au Rattlebrain Theatre de Denver avec The Sirens.

## Filmographie

### Cinéma
- 1980 : Une nuit folle, folle (Midnight Madness) : Donna
- 1982 : Deadly Alliance : Mme Trenton
- 1983 : Tygra, la glace et le feu (Fire and Ice) : Teegra
- 1985 : Lost in America : Patty
- 1986 : Rose bonbon (Pretty in Pink) : Mme Dietz
- 1992 : Cool World : voix additionnelles
- 1994 : La Petite Star (I'll Do Anything) : une femme
- 1995 : Youbi, le petit pingouin (The Pebble and the Penguin) : voix additionnelles
- 1996 : Not-So-Rotten Ralph : la maman
- 1996 : Rotten Ralph : la maman
- 1997 : La Piste du tueur (Switchback) : Fae
- 2004 : Silver City : Ellie Hastings
- 2007 : Les Simpson, le film (The Simpsons Movie) : Helen Lovejoy
- 2008 : WALL-E : une passagère de l'Axiom
- 2010 : Hen and Hare : Hen
- 2010 : Buddy Bing and Buddy Boom : Vilma Raptur
- 2010 : Under the Bed : la maman et la fille
- 2013 : The Boomer Queen-Costco : la reine
- 2013 : The Boomer Queen-Lips : la reine
- 2013 : Doritos Chip Flix : Dorma et Dorese
- 2017 : The Fartbot Ninja Princess Network : Amy, l'interne et l'ourse câline
- 2018 : Clay and Katy : Katy et la mère de Katy
- 2018 : GoGo squeeZ Yogurtz- Red Carpet Gala of Goodness : la journaliste du GoGo squeeZ
- 2018 : CIA Moms : une maman
- 2020 : CIA Moms: Laundry Scene : Milly et Helen Fargo

### Télévision
- 1973 : Love, American Style : Jane (1 épisode)
- 1973 : MASH : sœur Theresa (1 épisode)
- 1973 : The Partridge Family : Lois (1 épisode)
- 1978 : Piper's Pets : la femme de Dr Piper
- 1980 : The Tim Conway Show : divers rôles
- 1980 : Characters : Carol Goodman
- 1981 : And They All Lived Happily After : Lorraine Hofstedter
- 1981 : Mork and Mindy : Donna Hammond (1 épisode)
- 1982 : Laverne and Shirley : Karen Caldwell (1 épisode)
- 1982 : Insight : Karen (1 épisode)
- 1982 : That's TV
- 1983 : Les Enquêtes de Remington Steele (Remington Steele) : Margaret Tracy (1 épisode)
- 1984 : Masquerade : Julie Moon (1 épisode)
- 1984 : Happy Days : Joyce James (1 épisode)
- 1985-1986 : Comedy Break (2 épisodes)
- 1986 : Au-dessus de tout soupçon (The Deliberate Stranger) : une policière
- 1986 : New Love, American Style : Katy (1 épisode)
- 1987 : Valerie : Ranger Morrison (1 épisode)
- 1987 : Mama's Boy (1 épisode)
- 1987 : Dynastie : Mlle Penelope Shane (1 épisode)
- 1987 : Popeye, Olive et Mimosa (Popeye and Son) : voix additionnelles (13 épisodes)
- 1987-1988 : Le Retour de Super-Souris ('Mighty Mouse: The New Adventures) : Pearl Pureheart (14 épisodes)
- 1988 : La loi est la loi (Jake and the Fatman) : Vivian Scully (1 épisode)
- 1988 : Yogi et l'Invasion des ours de l'espace (Yogi & the Invasion of the Space Bears) : la petite fille
- 1988 : The Adventures of Raggedy Ann and Andy (1 épisode)
- 1988-1990 : Agence Toutou Risques (A Pup Named Scooby-Doo) : Barbara Simone et autres personnages (15 épisodes)
- 1989 : Rick Hunter (Hunter) : Adelle Roberts (1 épisode)
- 1989 : Tortues Ninja : Les Chevaliers d'écaille (Teenage Mutant Ninja Turtles) : Caitlyn (1 épisode)
- 1989 : The Tracey Ullman Show : Penny (1 épisode)
- 1990 : Capital News (1 épisode)
- 1990 : Le Monde de Bobby (Bobby's World) : voix additionnelles (1 épisode)
- 1990 : Les Tiny Toons (Tiny Toon Adventures) : Mary Vain (1 épisode)
- 1990 : New Kids on the Block : voix additionnelles (14 épisodes)
- 1990-2022 : Les Simpson : Helen Lovejoy, Maude Flanders, Luann van Houten, Elizabeth Hoover, Agnès Skinner et autres personnages (266 épisodes)
- 1991 : La Loi de Los Angeles (L.A. Law) : Mme Shore (1 épisode)
- 1991 : Super Baloo (TaleSpin) : Sally et une petite fille (1 épisode)
- 1991 : Le Cavalier solitaire (Paradise) : Caroline Dryer (1 épisode)
- 1991 : Night Rap : elle-même (1 épisode)
- 1991 : Bad Attitudes : la mère d'Angela
- 1991 : James Bond Junior (James Bond Jr.) : voix additionnelles
- 1991 : Myster Mask (Darkwing Duck) : la journaliste et la superhéroïne (2 épisodes)
- 1991 : Spacecats : le personnage accidentel (13 épisodes)
- 1992 : Le Cimetière oublié (Grave Secrets: The Legacy of Hilltop Drive) : Rita Marshall
- 1992 : Great Scott! : la femme de M. Stone (1 épisode)
- 1993 : Code Quantum (Quantum Leap) : Masterson (1 épisode)
- 1993 : Good Advice : Betsy Miller (1 épisode)
- 1993 : Murphy Brown : une mère (1 épisode)
- 1993 : Bonkers : Anita la coiffeuse (2 épisodes)
- 1993 : All-New Dennis the Menace : voix additionnelles (13 épisodes)
- 1994 : Animaniacs : la princesse des accessoires et la méchante araignée (1 épisode)
- 1998 : Venus on the Hard Drive : Venus
- 2023 : Animal Tales : voix additionnelles (13 épisodes)

### Jeu vidéo
- 1995 : Labyrinth of Crete : Hestia
- 1997 : Virtual Springfield : Maude Flanders et Helen Lovejoy
- 1997 : Galapagos: Mendel's Escape : voix additionnelles

## Distinctions

### Récompenses
- Los Angeles Drama Critics Awards[Quand ?] : meilleur ensemble pour Let the Ruckus Reign[44][source insuffisante]

### Nominations
- Annie Awards 1997 : meilleur doublage féminin dans une production télévisée pour le rôle de Shary Bobbins dans l'épisode Shary Bobbins des Simpson[21]
- Primetime Emmy Awards 1997 : meilleur doublage pour Les Simpson[44],[45]
- Behind the Voice Actors Awards 2014 : meilleure distribution vocale dans une série télévisée comique ou musicale pour Les Simpson - partagée avec Dan Castellaneta, Julie Kavner, Nancy Cartwright, Yeardley Smith, Hank Azaria, Harry Shearer, Tress MacNeille, Pamela Hayden et Marcia Wallace[44],[45]
- Behind the Voice Actors Awards 2015 : meilleure distribution vocale dans une série télévisée comique ou musicale pour Les Simpson - partagée avec Dan Castellaneta, Julie Kavner, Nancy Cartwright, Yeardley Smith, Hank Azaria, Harry Shearer, Tress MacNeille, Pamela Hayden et Marcia Wallace[44],[45]